# DKC-HR
Mreža društveno-kulturnih centara (skraćeno DKC-HR ili Mreža DKC-HR) je nacionalna mreža saveza udruga, platformi te udruga u Republici Hrvatskoj koje zagovaraju uspostavu institucionalnog okvira za društveno-kulturne centre. Društveno-kulturni centri su ustanove kojima zajednički upravlja civilno društvo te javni sektor. Takvi centri lokalnoj zajednici pružaju osjećaj pripadnosti i solidarnosti te su nekonvencionalna mjesta za druženje, opuštanje, razgovor, susrete, produkciju, prezentaciju, edukaciju, savjetovanje i informiranje.

## Povijest
Mreža društveno-kulturnih centara osnovana je 28. svibnja 2020. godine u Zagrebu. Mreža je osnovana na inicijativu ukupno devet članica (saveza udruga, platformi te udruga) koje suupravljaju postojećim društveno-kulturnim centrima u Republici Hrvatskoj po načelu sudioničkog upravljanja i razvijaju modele civilno-javnih partnerstava u kulturi. Članice Mreže DKC-a su nakon višegodišnjih napora glede razvoja društveno-kulturnih centara u desetak gradova u Hrvatskoj odlučile osnovati formalnu nacionalnu mrežu. 
Osnivanje Mreže DKC-a proizašlo je iz potrebe za jačanjem uloge društveno-kulturnih centara u Republici Hrvatskoj. Jedan od uzora za društveno-kulturne centre u Hrvatskoj je POGON – Zagrebački centar za nezavisnu kulturu i mlade koji je osnovan 2008. godine, a model te javne neprofitne ustanove postavio je primjeren okvir i za osnivanje društveno-kulturnih centara i u drugim gradovima.
Savez udruga Klubtura 23. rujna 2020. godine organizirao je konferenciju povodom završetka projekta “DKC-HR: Mreža društveno-kulturnih centara” koji je proveden u sklopu poziva Kultura u centru - potpora razvoju javno-civilnog partnerstva u kulturi. Uz predstavljanje rezultata projekta, u sklopu konferencije održani su i paneli o praksama sudioničkog upravljanja te civilno-javnog partnerstva u društveno-kulturnim centrima u Hrvatskoj i regiji.

## Organizacije osnivači
Osnivači Mreže DKC-a su: Art radionica Lazareti iz Dubrovnika, Forum udruga nezavisne kulture – FUNK iz Koprivnice, Platforma Doma mladih iz Splita, Platforma Hvar s Hvara, Savez udruga KAoperativa iz Karlovca, Savez udruga Klubtura iz Zagreba, Savez udruga Molekula iz Rijeke, Savez udruga Operacija Grad iz Zagreba te Savez udruga Rojca iz Pule.

## Ustroj
Mreža DKC-a ima Skupštinu te Upravni odbor. Skupština je najviše tijelo upravljanja udrugom. Upravni odbor ima 5 članova. Na čelu udruge je predsjednik. Sjedište udruge je u Zagrebu, na adresi Baruna Trenka 11. Predsjednica Mreže DKC-a je Mirela Travar iz Saveza udruga Operacija Grad.

## Vanjske poveznice
- Mrežna stranica Mreže društveno-kulturnih centara